# Nokia Communicator

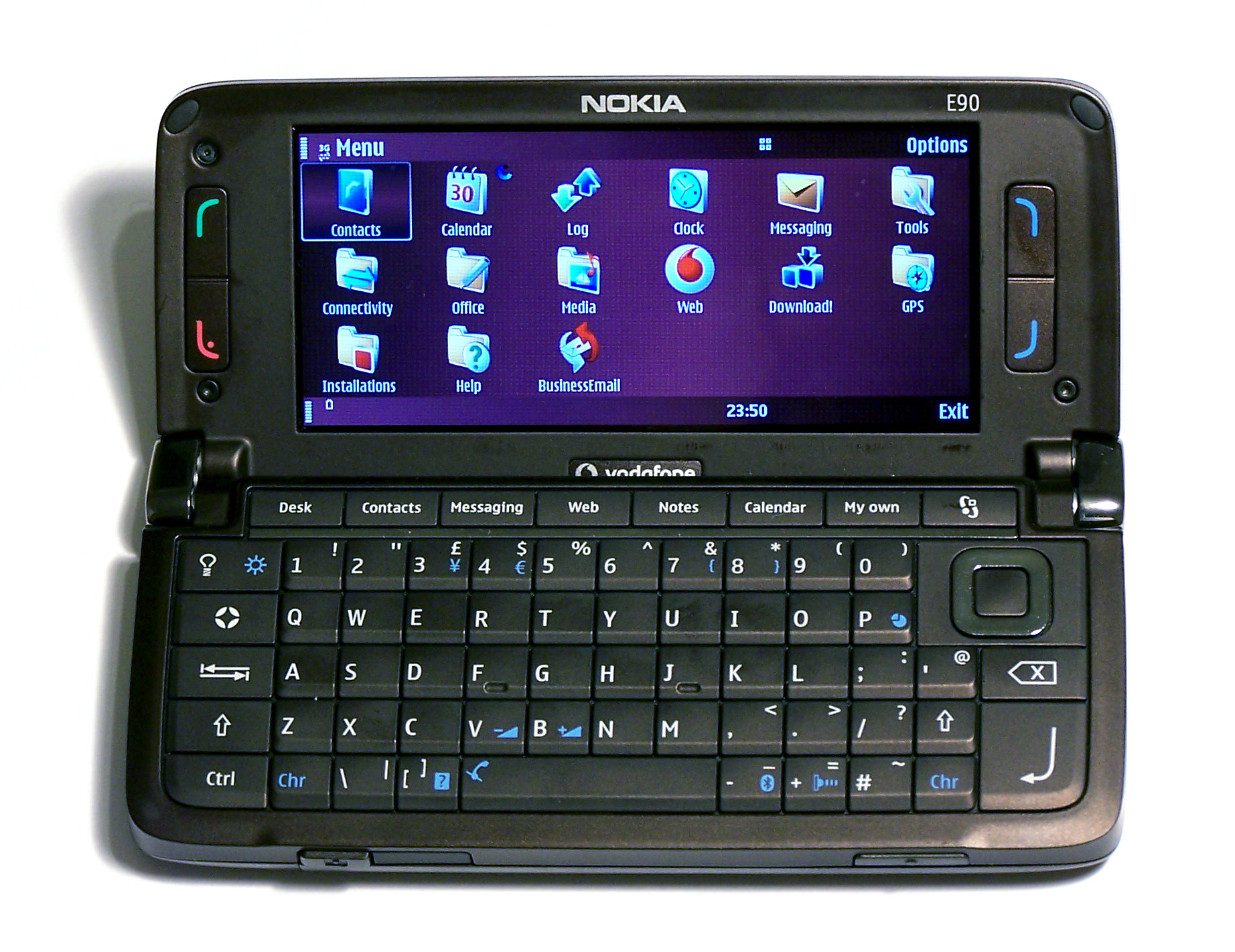
Nokia E90 Communicator de 2007.

Nokia Communicator é uma série de smartphones lançados pela Nokia Corporation entre os anos de 1996 e 2007, possuem o formato de concha, quando estão fechados assemelham-se a um telefone celular com teclado numérico, ao abrirem se assemelham a um pequeno laptop com teclado QWERTY.

## História

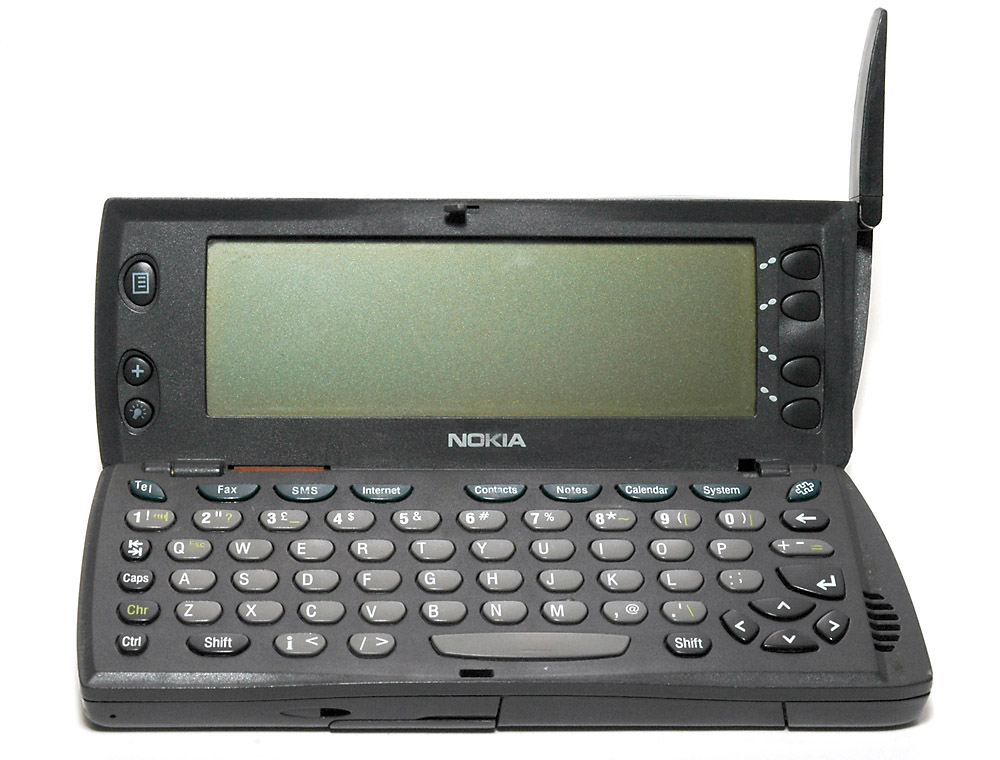
Nokia 9110 Communicator de 1998.

O primeiro modelo lançado foi o 9000 em 1996, possuindo tela monocromática de 640 x 200 pixels, o 9110 foi lançado em 1998 com novo processador e mais leve, em 2001 foi lançado o 9210 o primeiro a vir com sistema operacional SymbianOS e com tela colorida somente na parte interna, em 2004 foi lançado o Nokia 9500 Communicator já com as duas telas coloridas, em 2007 foi lançado o último modelo, o Nokia E90 Communicator que fazia parte também da série E da Nokia.
Apesar do Nokia 9300 lançado em 2004 e do Nokia E7-00 lançado em 2011 compartilharem características semelhantes, a Nokia não os nomeou como parte da série Communicator.